# (7428) Abekuniomi
(7428) Abekuniomi est un astéroïde de la ceinture principale.

## Description
(7428) Abekuniomi est un astéroïde de la ceinture principale. Il fut découvert le 24 décembre 1992 à Oohira par Takeshi Urata. Il présente une orbite caractérisée par un demi-grand axe de 2,58 UA, une excentricité de 0,12 et une inclinaison de 14,8° par rapport à l'écliptique.

## Compléments